# Błąd przeżywalności

Statystyk Abraham Wald zwrócił w trakcie drugiej wojny światowej uwagę, że planowanie dodatkowych wzmocnień samolotów według uszkodzeń tych, które wróciły z lotów bojowych, jest błędem – najbardziej wrażliwe mogą być właśnie obszary, których uszkodzeń nie stwierdzono, ponieważ nie pozwoliły na powrót samolotu.

Błąd przeżywalności (ang. survivorship bias, survivor bias) – błąd logiczny, polegający na opieraniu się w rozumowaniu na dostępnych danych, bez brania pod uwagę ukrytych przyczyn, dla których mogą być one niereprezentatywne. Dane, które nie przetrwały analizowanego procesu i mogłyby nieść najwięcej wartościowych informacji dla badaczy, mogą być właśnie z tego powodu niedostępne. Zjawisko to może występować między innymi w porównaniach w obszarze finansów i ekonomii, medycyny lub kultury.
Zjawisko to może prowadzić do nieuzasadnionego optymizmu przez niedoszacowanie ryzyka porażki. Może też spowodować bezzasadne dopatrywanie się u osób i przedmiotów, które odniosły jakiś sukces, wyjątkowych cech, zamiast po prostu przypadkowego szczęścia.

## Przykłady
Błąd przeżywalności może dotykać na przykład analizy sprawności instytucji finansowych. Dostępne dane przestają obejmować instytucje, które bankrutują lub wychodzą z rynku, w związku z czym porażki rynkowe są w danych niereprezentowane w pełnej skali.
Badania medyczne, które nie biorą poprawki na błąd przeżywalności, mogą w dużym stopniu niedoszacowywać ryzyka śmiertelności w różnych kontekstach.
Statystyk Abraham Wald zauważył, że wojsko popełnia błąd przeżywalności w analizach uszkodzeń samolotów, które wróciły z misji w czasie drugiej wojny światowej. Zwrócił on uwagę, że zamiast skupiać się na uszkodzeniach samolotów, które przetrwały ataki, należy rozważyć możliwość, że to uszkodzenia pozostałych elementów maszyn mogą być najgroźniejsze.
Publikacje weterynaryjne opublikowane w latach 80. i 90. sugerowały, że koty i psy, które wypadły z wyższych pięter budynków, odnosiły mniej obrażeń, niż zwierzęta, które spadły z niższych wysokości. Obserwacja ta była niekiedy tłumaczona szczególnymi zdolnościami lub adaptacją tych zwierząt do radzenia sobie z takimi upadkami, późniejsze badania wykazały jednak przeciwne dane. Autorzy kolumny Straight Dope tłumaczą to błędem przeżywalności – do weterynarzy trafiły jedynie wyjątkowo szczęśliwe ofiary wysokich upadków.
Felietonista McRaney wskazuje, że błąd przeżywalności może występować też przy porównaniach jakości produktów i dzieł kultury z różnych okresów. Większość dzieł historycznych, które były niskiej wartości i jakości, z dużym prawdopodobieństwem nie dotrwała do współczesności.